# Guillermo Eizaguirre

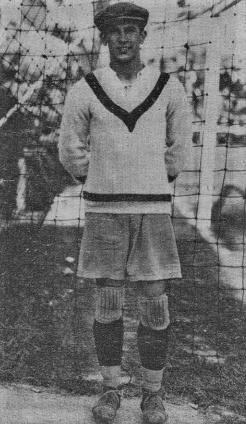
Guillermo Eizaguirre (1929)

Guillermo Eizaguirre Olmos (* 17. Mai 1909 in Sevilla; † 25. Oktober 1986 in Madrid) war ein spanischer Fußballspieler und -trainer. Er trainierte dis spanische Nationalmannschaft von 1948 bis 1950 und 1955. Sein größter Erfolg war der vierte Platz bei der WM 1950.

## Werdegang
Eizaguirre stand ab 1925 im Alter von 16 Jahren beim FC Sevilla im Tor. Mit dem Klub trat er in der Copa de Andalucía, der vor Einführung der Primera División als landesweiter Meisterschaft, höchsten regionalen Liga an. Diesen Wettbewerb gewann seine Mannschaft regelmäßig, einzig 1928 verlor er mit dem FC Sevilla das Endspiel gegen den Lokalrivalen Betis Sevilla. Kurz zuvor hatte er sich in den Kreis der spanischen Nationalmannschaft gespielt, stand dort jedoch im Schatten von Ricardo Zamora und lief lediglich für eine B-Nationalelf auf.
Bei der Einführung der Primera División 1928 wurden die neun bisherigen Sieger bzw. Finalisten der Copa del Rey als Teilnehmer festgelegt. Um den zehnten Startplatz trat auch der FC Sevilla mit Eizaguirre bei einem Turnier an. Mit einer Niederlage gegen Racing Santander verpasste er jedoch die Qualifikation und der Klub trat fortan in der Segunda División an. Dort gab es zu Beginn keinen direkten Aufstieg, so dass der FC Sevilla als Zweitligameister in einer Relegation gegen den Tabellenletzten der ersten Liga antreten musste. Abermals hieß der Gegner Racing Santander, der sich erneut durchsetzte. Im Frühjahr 1934 erfolgte schließlich der Erstligaaufstieg. Anschließend stand er im vorläufigen Kader für die Weltmeisterschaft 1934, die er jedoch verletzungsbedingt verpasste. Im Mai 1935 debütierte er letztlich gegen Portugal in der A-Nationalelf. In dieser bestritt er bis zum folgenden Sommer insgesamt drei Partien. 1935 gewann er zudem den Landespokal. Der Ausbruch des Spanischen Bürgerkriegs 1936 beendete seine aktive Laufbahn.
1948 übernahm Eizaguirre die Betreuung der spanischen Nationalmannschaft. Mit Erfolgen über Portugal in der Qualifikation führte er die Auswahlmannschaft zur Weltmeisterschaftsendrunde 1950, die dort  sie die zweite Finalrunde erreichte. Auf dem Weg dorthin schlug sie unter anderem den erstmaligen WM-Teilnehmer England und wurde Gruppensieger, trotz eines Unentschiedens gegen den späteren Weltmeister Uruguay – damit war Spanien die einzige Mannschaft, gegen die der Weltmeister im Turnierverlauf nicht gewann – blieb nach Niederlagen gegen Gastgeber Brasilien und den amtierenden Olympiasieger Schweden nur der vierte Platz. Anschließend übernahm das Trio Paulino Alcántara, Luis Iceta und Félix Quesada die Betreuung. Nach der verpassten Qualifikation zur Weltmeisterschaftsendrunde 1954 und weiteren erfolglosen Spielen kehrte er im Herbst 1955 nochmals als Nationaltrainer zurück. Nach drei Spielen ohne Sieg übergab er sein Amt kurz vor der Qualifikation zum Weltmeisterschaftsturnier 1958 an Manuel Meana.